# Карраскоса-де-Аро
Карраскоса-де-Аро (ісп. Carrascosa de Haro) — муніципалітет в Іспанії, у складі автономної спільноти Кастилія-Ла-Манча, у провінції Куенка. Населення — 132 особи (2010).
Муніципалітет розташований на відстані близько 130 км на південний схід від Мадрида, 65 км на південний захід від Куенки.

## Демографія
Динаміка населення (INE ):